# ヒエロニムス・ボック

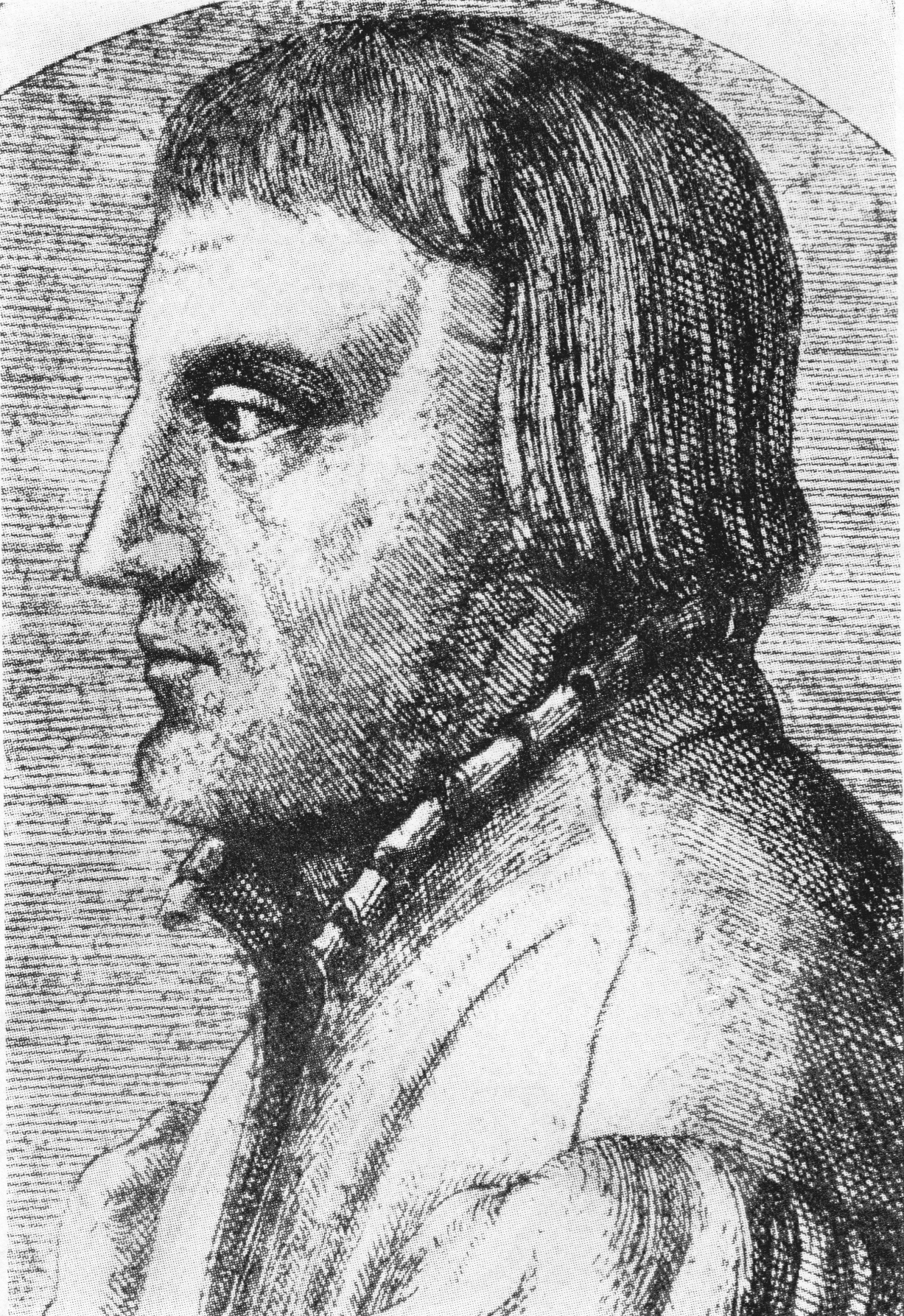
ヒエロニムス・ボック

ヒエロニムス・ボック (Hieronymus Bock、ラテン語表記 Tragus、1498年 - 1554年2月21日) は、ドイツの植物学者、医師、ルター派教会の牧師である。植物の関連性や相似性の研究を基に、中世植物学が現代科学的世界観へ移行するきっかけを作った。

## 生涯

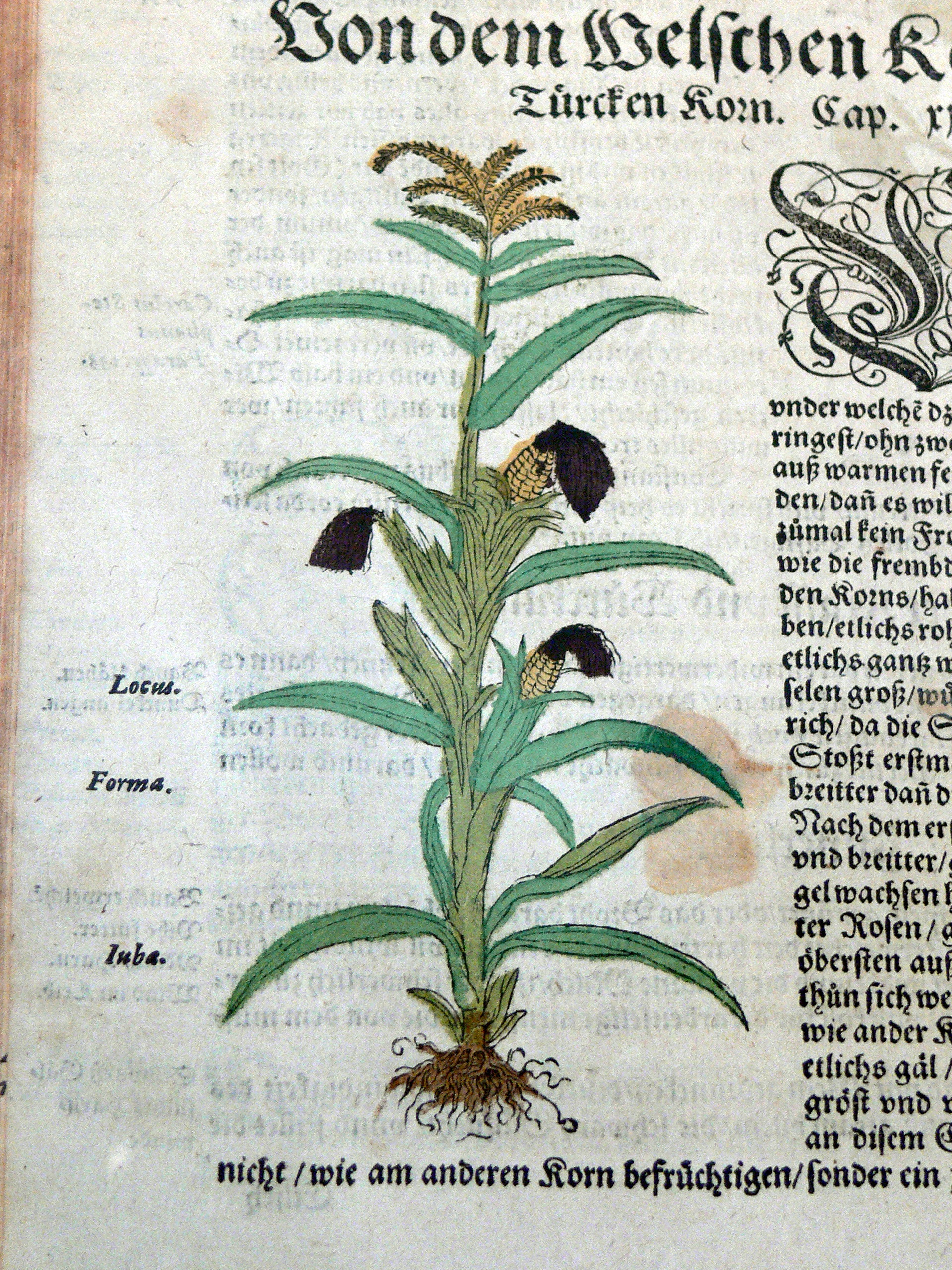
ボックのKräuterbuchに描かれた挿絵。トウモロコシ

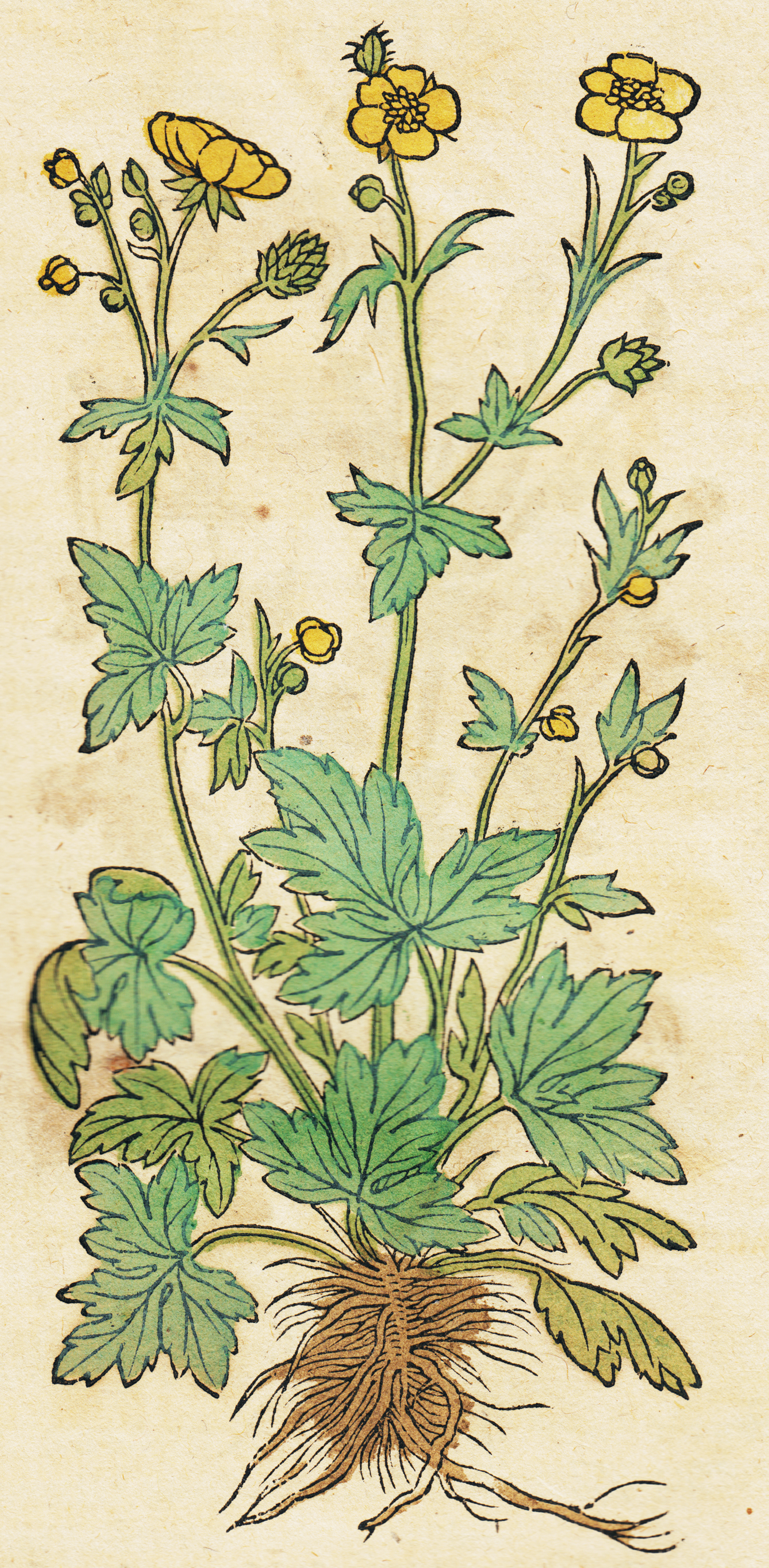
ボックのKräuterbuchに描かれた挿絵。キンポウゲ属の一種

ボックの生涯の詳細は明らかになっていない。1519年にはハイデルベルク大学に在籍していた。1523年にエバ・ビクター (Eva Victor) と結婚し、その後9年間ツヴァイブリュッケンで教師をしていた。さらにその後、公爵の専属医師、宮中伯 (count palatine、中世ドイツの爵位の一つ。) 所有の野菜畑の世話係をした。1533年にホルンバッハの近くにルター派教会の牧師の職を得て、1554年に亡くなるまでそこに住んでいた。
ボックの著作「Kreutterbuch」(植物本) の第一版は1539年にイラストなしで発行された
。著作の目的は、ドイツの植物の名称・特徴、及び医学的用途を記載することであった。それまでの伝統であったディオスコリデス (40年頃-90年、古代ギリシアの医者、薬理学者、植物学者) に代わって700の植物を分類するために、ボックは独自のシステムを開発した。ボックは植物の生態と分布を観察するためにドイツ国内を広く旅した。
1546年版の「Kreutterbuch」（あるいは「Herbal」）は画家のダーフィト・カンデル (David Kandel、1520-1592)(英語版) により挿絵がつけられた。
ワインの世界では、ボックは1552年に彼の著作で初めて「リースリング」(Riesling、ドイツにおいて最も重要な地位を占める白ワイン用ぶどう品種)という単語を記したことで有名である
。
イネ科のTragus属とトウダイグサ科のTragia属はボックのラテン名にちなんで命名された。

## 著作
- New Kreuterbuch von Underscheidt, Würckung und Namen der Kreuter, so in teutschen Landen wachsen . Straßburg, 1546 Digital edition by the University and State Library Düsseldorf